# Necromys lilloi
Necromys lilloi — вид ссавців гризунів родини Cricetidae. Це ендемік аргентинської провінції Тукуман. Його загальна довжина 171–189 мм, хвіст 70–77 мм, лапи 24–26 мм, вуха 15–17 мм, вага 29–44 г. Вид був названий на честь аргентинського натураліста Мігеля Лільйо.